# 산업사회

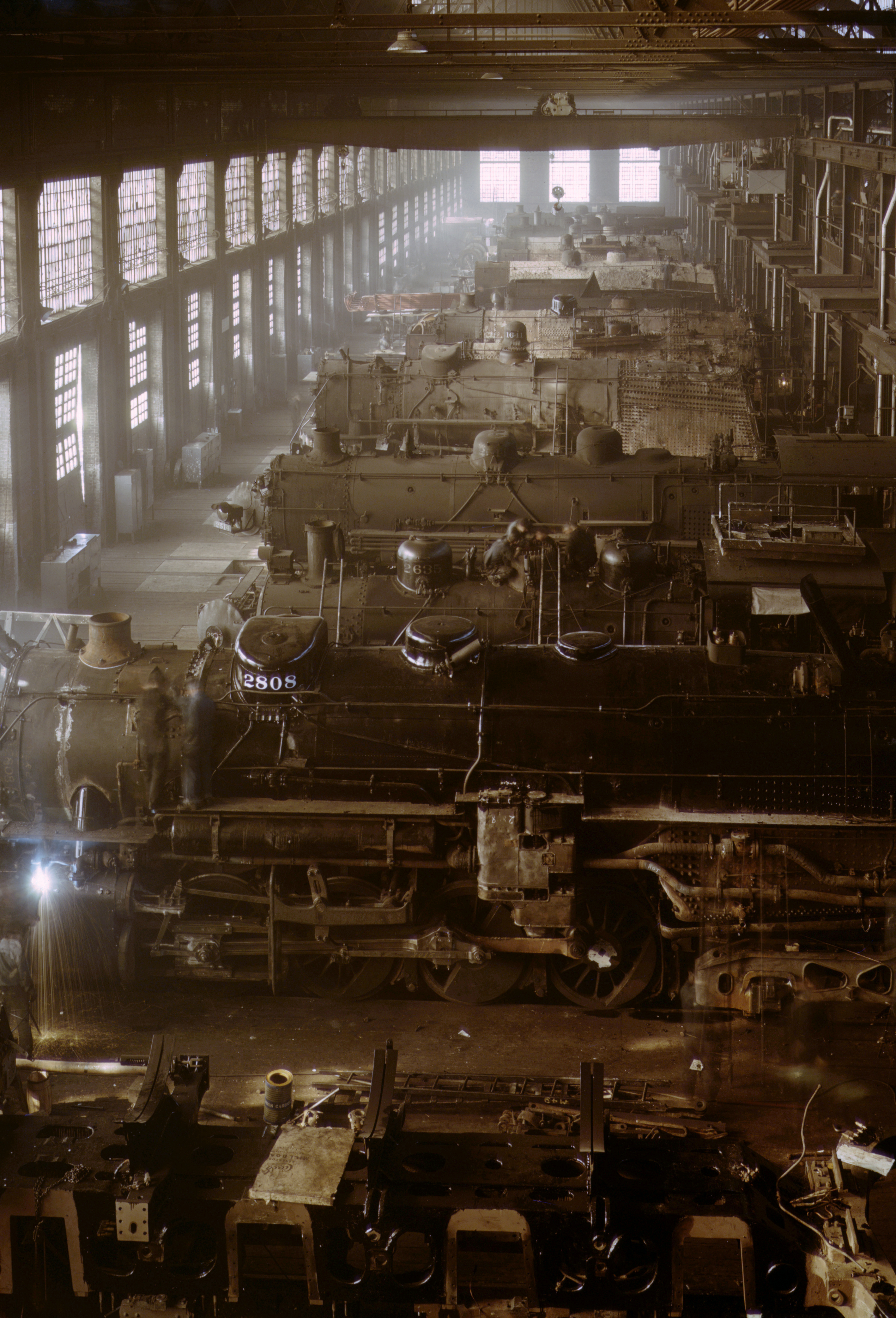
시카고와 노스웨스턴 철로 차고지 (19세기)

산업사회(産業社會, industrial society)는 사회학에서 대량생산을 가능하게 만드는 기술의 활용에 의해 구동되는 사회를 말하며 이를 통해 상당한 분업의 수많은 인구를 지원한다. 이러한 구조는 산업혁명 시기에 서부세계에서 발전하였으며 산업시기 이전의 농경사회를 대체하였다. 산업사회는 일반적으로 대중사회이며 정보사회로 이어질 수 있다. 종종 전통사회와 반의어로 사용된다.

## 고도산업사회
대중사회의 도래(到來)를 촉진한 것은 산업의 고도화(高度化)였다. 대중사회란 실은 고도산업사회(高度産業社會)를 말하는 것이다. 그리고 고도산업사회의 시대는 대량소비 이외에도 한편으로는 기계시대, 다른 한편으로는 '조직과 관리의 시대'로서 특징지을 수가 있다.

## 같이 보기
- 선진국
- 식품산업
- 탈공업 사회
- 산업 혁명
- 신흥공업국